# Levi Underwood

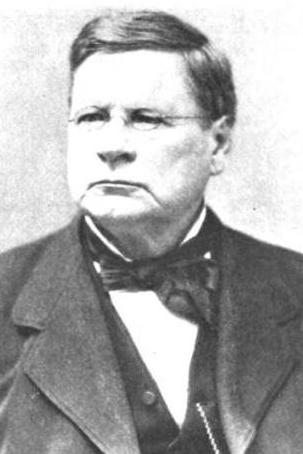
Levi Underwood

Levi Underwood (* 24. Dezember 1821 in  Hardwick, Vermont; † 11. März 1902 in Brattleboro, Vermont) war ein US-amerikanischer Anwalt und Politiker, der von 1860 bis 1862 Vizegouverneur von Vermont war.

## Leben
Underwood wurde in Hardwick, Vermont geboren. Er studierte Jura bei Luke P. Poland und arbeitete als Anwalt in Burlington. Underwood war beteiligt an mehreren lokalen Unternehmen und Banken.
Ursprünglich gehörte er der Free Soil Party an, wechselte aber zur Republikanischen Partei, als diese in Vermont neu aufgestellt wurde. Auf dem ersten Parteitag der Vermont Republican Party im Jahr 1856 übte er das Amt des Vorsitzenden aus. Er war Delegierter auf der ersten Republican National Convention später im selben Jahr.
Er war Abgeordneter im Gemeinderat von Burlington, arbeitete als District Attorney für das Chittenden County und war Senator im Senat von Vermont, bevor er Vizegouverneur von Vermont von 1860 bis 1862 wurde. Underwood war zudem Delegierter von Vermont auf der Friedenskonferenz von 1861 in Washington, D.C., bei der versucht wurde, den späteren Sezessionskrieg zu verhindern.
Am 17. Juni 1851 heiratete er Cornelia Van Ness Chamberlain. Nachdem er aus der Politik ausgeschieden war, war er erneut als Anwalt tätig.
Er starb in Brattleboro, Vermont am 11. März 1902. Sein Grab befindet sich auf dem Burlington’s Greenmount Cemetery. Einen Tag zuvor starb seine Frau im Haus der Tochter in Brooklyn.

## Ehrendoktorwürde
Die Ehrendoktorwürde wurde ihm von der University of Vermont im Jahr 1855 und dem Dartmouth College im Jahr 1865 verliehen.